# Bochaganj
Bochaganj è un sottodistretto (upazila) del Bangladesh situato nel distretto di Dinajpur, divisione di Rangpur. Si estende su una superficie di 224,81 km² e conta una popolazione di 160.049  abitanti (censimento 2011).